# Orden slobode
Orden slobode bilo je najviše vojno odlikovanje SFRJ i drugo odlikovanje po važnosnom slijedu jugoslavenskih odlikovanja. Red je ustanovljen 12. lipnja 1945. godine.
Do 1955. godine dodjeljivalo ga je Predsjedništvo AVNOJ-a, potom Predsjedništvo Narodne skupštine FNRJ, a kasnije Predsjednik Republike. 
Orden slobode bio je drugi po važnosti u hijerarhijskom nizu odlikovanja SFRJ i najviše vojno odličje.
Dodjeljivao se za izvanredne uspjehe u rukovođenju i zapovijedanju vojnim jedinicama te je bio namijenjen zapovjednicima ratnih armija. Iznimka je bio Leonid Brežnjev, tadašnji sovjetski partijski i državni predsjednik. On je, naime, sam inzistirao na tome da mu se dodijeli taj orden, a kako u tom trenutku nije bilo gotovih primjeraka, posudio je orden generala Koste Nađa, kome je naknadno uručen novi primjerak. Pripreme za izradu prva tri primjerka trajale su skoro tri godine, pa je prva dodjela usljedila tek 1947. godine. Prema nacrtu Antuna Augustinčića, Orden slobode promjera 68 mm izrađivan je u Zagrebu od zlata i platine, u njega su ugrađivali 45 rubina i 61 brilijant, od kojih je središnji bio promjera 6 milimetara.
Dodijeljeno je svega šest Ordena slobode. Nosioci Ordena slobode bili su: Josip Broz Tito (1947.), Ivan Gošnjak (1951.), Konstantin Popović (1951.), Georgij Konstantinovič Žukov (1956.), Kosta Nađ (1973.), Leonid Iljič Brežnjev (1976.).